# Хизанская епархия
Хизанская епархия Ахтамарского патриархата Армянской Апостольской церкви (арм. Հայ Առաքելական եկեղեցու Ախթամարի պատրիարքության Խիզանի թեմ) — упразднённая епископская епархия Армянской Апостольской церкви в составе Ахтамарского патриархата.

## История
В 1911 году в юрисдикцию Хизанской епархии входила Хизанская каза Османской империи.
По данным на 1911 год количество верующих данной епархии Армянской Апостольской церкви — 70.000, общин — 64, а количество церквей - 69.